# Odden (hovedgård)
 For alternative betydninger, se Odden. (Se også artikler, som begynder med Odden)
Odden (1454 Odden), tidligere hovedgård ved Mygdal, Mygdal Sogn, Vennebjerg Herred, Hjørring Amt 11 km NØ for Hjørring. Hovedbygningen huser fra 1989 Victor Petersens (-2002) store offentligt tilgængelige samling af J.F. Willumsens værker og skitser. I dag ejer Odden ca. 2 hektar land. Oddens historie skal sandsynligvis føres tilbage til midten af 1400-tallet, idet det må anses for usandsynligt at den Johannes Diakenn advocatus in Oddenn ("Jens Degn foged i Odden") som nævnes 1377 hørte til her.

## I Lunge-slægtens eje
Fra 1454 til midten af 1700-tallet var Odden i slægten Lunges og efterkommeres eje, idet Oluf Andersen Lunge, der også ejede Knivholt, 1454-1457 skriver sig hertil. Det samme gælder i perioden 1469-1474 hans søn Oluf Olufsen Lunge (- tidligst 1484); med ham uddøde slægten vistnok i mandslinjen. Hans enke Karen Nielsdatter Banner var gift anden gang med Vil Thomsen Galskyt, som 1479-82 skrev sig til Odden. Galskyt giftede sig med hendes datter af første ægteskab Anne Olufsdatter Lunge  som arvede gården, som hun ved ægteskab bragte til Henrik Jørgensen Friis af Haraldskær (- tidligst 1500), der 1487-1500 skrev sig til den. Hans datter Anne Henriksdatter Friis af Haraldskær, der var gift første gang med Bjørn Andersen (Bjørn) til Stenalt (- tidligst 1507), ægtede siden rigsråden hr. Ove Vincentsen Lunge (Dyre) til Tirsbæk og Kragerup (Løve herred) (- 1540). Efter hendes død 1542 overgik Odden til Tyge Lunge (Dyre) (-1545), hvis enke Sophie Nielsdatter Kaas (Sparre-Kaas) fragik hans arv og gæld, og Christoffer Lunge (Dyre) (- 1565 i slaget ved Axtorna). Herefter tilfaldt Odden sidstnævntes søn Ove Christoffersen Lunge (Dyre) og efter dennes død 1601 sønnen rigsmarsken hr. Jørgen Lunge (Dyre) (- 1619) til Birkelse m.v., og derefter igen til sønnen Ove Lunge, der døde ugift 1637 som sidste mand af slægten. Hans moder Sophie Stensdatter Brahe (-1659) overtog derefter gård og gods, men overdrog 1656 Odden til dattersønnen Just Justsen Høg (Banner) og datteren Ide Lunge (Dyre) (-1671), enke efter Otte Skeel (- 1644) til Katholm og Hessel, der straks byttede sin part bort til søstersønnen Mogens Christensen Skeel (- 1694) til Fussingø m.v., der i 1661 erhvervede Just Høgs (Banner) andel i gården for 14.000 rigsdaler.

## 1700-tallet
1668 havde Odden 31,72 tønder hartkorn med 243,5 tønder land under plov, men da forskelligt andet gods medregnedes til hovedgårdstaksten var den endnu da 85 tønder hartkorn, som 1710 faldt til 70 tønder hartkorn, da gehejmeråd Christian Ludvig von Plessen (- 1752), der ved ægteskab 1702 med Charlotte Amalie Skeel (- 1729) havde fået Odden, ved kongelig bevilling lod 15 tønder hovedgårdshartkorn overføre til sin egen hovedgård Fussingø. Plessen solgte 1740 Odden hovedgård (da 31 3/4 tønder hartkorn, med afbyggere 38 1/8 tønder hartkorn) og Stensbæk (29 3/4 tønder hartkorn) med gods (i alt 462 3/8 tønder hartkorn) og med tiender (86 1/2 tønder hartkorn) til sin datter Eleonore Hedevig von Plessens (- 1770) ægtefælle, stiftamtmand Christian greve Rantzau til Brahesborg m.v. (- 1771), som allerede 1743 videresolgte begge gårde til proprietær Hans Wissing. Ved hans død 1762 skødedes samme år Odden (i alt 70 tønder hartkorn) med tiender (52 1/2 tønder hartkorn) og en hel del gods for 22.710 rigsdaler til proprietær Niels Hansen Winde, efter hvis død (1766) enken Else Johanne Seidelin (- 1809) 1769 ægtede proprietær Christoffer Rougtved til Skovsgård (- 1773) og 1775 Pors Bastholm Munch (- 1807).

## Hovedbygningen
Hovedbygningen er en af landsdelens mest spændende verdslige bygninger. Huset består af to sengotiske vinkelbyggede fløje i to etager over fladloftede kældre. Ældst er østfløjen, som sandsynligvis er bygget af Ove Vincentsen Lunge (Dyre) mellem 1520-1550 på et middelalderligt voldsted. Dennes nu afvalmede sydgavl har mellem vinduerne et stort blændingskors –et patriarkalkors med korsede arme mellem cirkelblændinger – mens nordgavlen har en nedskåren blændingsgavl, hvis kamtakker formentlig er forsvundet i begyndelsen af 1800-tallet. Lidt senere, men rimeligvis inden midten af 1500-tallet tilføjedes sydfløjen, måske af Christoffer Lunge med rundbuet port, firkløver- og cirkelformede murblændinger samt vestgavl med fladbuede højblændinger, der formentlig også har været ledsaget af kamtakker. Noget senere, sikkert efter en brand i 1763, er den nuværende vestfløj opført af bindingsværk i een etage. En grundmuret nordfløj, som blev nedrevet i begyndelsen af 1800-tallet, opførtes 1652 af Sophie Brahe. I det indre er der i de svære mure bevaret en del kanaler, der af traditionen tolkes som tale- eller lytterør, samt et ejendommeligt trappepart fra 1700-tallet. 

## Ejere af Odden
- (1454-1469) Oluf Andersen Lunge (født på Næsby, Præstø ca. 1408 – død tidligst 1473)[2]
- (1469-1474) Oluf Olufsen Lunge
- (1474-1479) Karen Nielsdatter Banner gift (1) Lunge (2) Galskyt
- (1479-1482) Vil Thomesen Galskyt
- (1482-1487) Anne Olufsdatter Lunge gift Friis
- (1487-1500) Henrik Jørgensen Friis
- (1500) Anne Henriksdatter Friis gift (1) Bjørn (2) Dyre
- (1500-1507) Bjørn Andersen Bjørn
- (1507-1513) Anne Henriksdatter Friis gift (1) Bjørn (2) Dyre
- (1513-1540) Ove Vincentsen Lunge Dyre
- (1540-1542) Anne Henriksdatter Friis gift (1) Bjørn (2) Dyre
- (1542-1545) Tyge Ovesen Lunge Dyre
- (1545) Sophie Nielsdatter Kaas gift Dyre
- (1545-1565) Christoffer Tygesen Lunge Dyre
- (1565-1601) Ove Christoffersen Lunge Dyre
- (1601-1619) Jørgen Christoffersen Lunge Dyre
- (1619-1637) Ove Jørgensen Lunge Dyre
- (1637-1656) Sophie Steensdatter Brahe gift Dyre
- (1656) Just Justsen Høg Banner / Ida Jørgensdatter Dyre gift Skeel
- (1656-1661) Just Justsen Høg Banner / Mogens Christensen Skeel
- (1661-1694) Mogens Christensen Skeel
- (1694-1702) Charlotte Amalie Mogensdatter Skeel gift von Plessen
- (1702-1740) Christian Ludvig von Plessen
- (1740) Eleonore Hedevig Christiansdatter von Plessen gift Rantzau
- (1740-1743) Christian greve Rantzau
- (1743-1762) Hans Wissing
- (1762-1766) Niels Hansen Winde
- (1766-1769) Else Johanne Seidelin gift (1) Winde (2) Rougtved
- (1769-1773) Christoffer Rougtved
- (1773-1775) Else Johanne Seidelin gift (1) Winde (2) Rougtved
- (1775-1798) Porse H.N. Bastholm Munch
- (1798-1807) Simon Groth Clausen
- (1807-1812) Frederik Christian Udbye
- (1812-1816) Johanne Uttermöhlen gift Udbye
- (1816-1827) Christen Schou
- (1827-1837) Niels Lassen (Søn af Lars Lassen)
- (1837-1840) Carl Frederik Martens
- (1840-1841) Ole Thuesen Schultz
- (1841-1853) Christoph Gräbert
- (1853-1857) Erik Christian Storm
- (1857-1880) Hans Peter Rygaard
- (1880) Ernst Conrad Detlev Carl Joseph von Schimmelmann
- (1880-1890) Ferdinand Emil Tornè Tvermoes
- (1890-1910) P.G.S. Rodskier
- (1910-1913) Petrea Ring gift Rodskier
- (1913-1918) Georg Wiese
- (1918-1923) Norsk Konsortium
- (1923) H. Kisum
- (1923-1942) Niels Olesen
- (1942-1945) E. Horn
- (1945-1947) Dansk Konsortium
- (1947-1962) C. Hansen
- (1962-1979) Helge Kristian de Thurah
- (1979-1984) Peter Holm-Rasmussen
- (1984-1987) Brødrene Petersen (sønner af Victor Petersen)
- (1987-2002) Victor Petersen
- (2002-) Kirsten Mark gift Petersen